# Шерлок и дочь
«Шерлок и дочь» — детективный телесериал, созданный Бренданом Фоули и шоураннером Джеймсом Даффом, основанный на рассказах Артура Конан Дойла о Шерлоке Холмсе.
Премьера сериала состоялась 16 апреля 2025 года на каналах The CW и Discovery+.

## Предыстория
Шерлок Холмс оказывается втянутым в коварный заговор с участием своего заклятого врага профессора Мориарти и в конечном итоге объединяет силы с Амелией Рохас, молодой индианкой, чья мать недавно была убита. Работая вместе, чтобы раскрыть дело, Амелия также намеревается доказать, что великий детектив — ее давно потерянный отец.

## Актеры и персонажи

### Главные
- Дэвид Тьюлис в роли Шерлока Холмса
- Блю Хант в роли Амелии Рохас
- Ардал О'Хэнлон,в роли мистера Халлигана
- Фиона Глэскотт в роли леди Вайолет Сомерсет
- Эйдан МакАрдл в роли старшего инспектора Уитлока

### Второстепенные
- Пол Рид в роли инспектора Булливанта
- Мэри О'Дрисколл в роли миссис Халлиган
- Джиа Хантер в роли Клары Андерсон
- Ивана Миличевич в роли Марджори Андерсон
- Филлип П. Кин в роли Пола Андерсона
- Савонна Спраклин в роли Люсии Рохас
- Хёи О'Грэйди в роли Чарли Холройда
- Антонио Аакил в роли Сванна
- Шон Дагган в роли доктора Ватсона
- Кодзё Камара в роли Кларенса Халфпенни
- Орен Кинлан в роли Шоу Макферсона
- Джо Клочек в роли Дэна
- Шаши Рами в роли Бертрама Биртвистла
- Дугрей Скотт в роли профессора Мориарти

## Эпизоды
| № в сезоне | Название            | Режиссёр                                 | Автор сценария        | Дата премьеры   |
| ---------- | ------------------- | ---------------------------------------- | --------------------- | --------------- |
| 1          | «The Challenge»     | Bryn Higgins                             | Brendan Foley         | апрель 16, 2025 |
| 2          | «The Common Thread» | Bryn Higgins                             | Brendan Foley         | апрель 23, 2025 |
| 3          | «Partners in Crime» | Bryn Higgins                             | Шаблон:WritingCredits | апрель 30, 2025 |
| 4          | «For Kith & Kin»    | Bryn Higgins                             | Шаблон:WritingCredits | май 7, 2025     |
| 5          | «Doubting Thomas»   | Bryn Higgins and Elle-Máijá Tailfeathers | Micah Wright          | TBA             |
| 6          | «Sound Connections» | Bryn Higgins                             | James Duff            | TBA             |
| 7          | «The Great Fleece»  | Bryn Higgins                             | Shelly Goldstein      | TBA             |
| 8          | «The Last Dance»    | Bryn Higgins                             | James Duff            | TBA             |

## Производство
Сериал был анонсирован в феврале 2024 года вместе с кастингом Тьюлиса, Хант и Скотта. Сериал был создан Бренданом Фоули, который выступает исполнительным продюсером вместе с шоураннером Джеймсом Даффом. Мика Райт, Шелли Голдштейн и Фоли написали сценарии.
Съемки проходили в Дублине в апреле 2024 года, для наружных съемок использовалась улица Норт-Грейт-Джордж. Съемки также проходили в графстве Уиклоу. Производство было завершено в июне.
Сериал состоит из восьми часовых эпизодов, все они сняты Брином Хиггинсом. 

## Выпуск
Премьера сериала состоялась 16 апреля 2025 года на канале The CW в США и Discovery+ в Великобритании и Ирландии.
На международном уровне сериал будет транслироваться на каналах Yle и Amedia в Финляндии, NRK в Норвегии, DR в Дании, SVT в Швеции, Amediateka в России, RÚV в Исландии и SBS в Австралии.

## Внешние ссылки
- «Шерлок и дочь» (англ.) на сайте Internet Movie Database
- Sherlock & Daughter at Escapade Media
- Official website